# Oulad Chrif
Oulad Chrif (àrab أولاد الشريف) és una comuna rural de la província de Taza de la regió de Fes-Meknès. Segons el cens de 2014 tenia una població total de 9.237 persones.